# Шмидт, Карл (коптолог)
Карл Шмидт (нем. Carl Schmidt) (26 августа 1868, Хагенов — 17 апреля 1938, Каир) — германский теолог, археолог и коптолог.

## Биография
В 1887 году поступил в Лейпцигский университет, где изучал классическую филологию, сравнительное языкознание и иврит, но спустя год перешёл в Берлинский университет, где изучал, в частности, раннюю христианскую литературу и коптский язык, по завершении его защитил докторскую диссертацию, посвящённую исследованию гностического манускрипта Кодекса Брюса.
Впоследствии был приват-доцентом в Лейпциге. В 1897 году производил археологические изыскания в Египте в коптских некрополях, особенно в районе Ахмима, где был найден Ахмимский кодекс. В 1899 году хабилитировался (работа была посвящена истории христианства). В 1909 году стал экстраординардным профессором, в 1921 году почётным профессором, в 1928 году ординарным профессором по истории христианства и коптского языка и литературы.
Одно из наиболее известных сочинений — «Gnostische Schriften in koptischer Sprache» (Лейпциг, 1892). Также Карл Шмидт вёл активную деятельность по поиску и покупке древнеегипетских папирусов, древнекоптских и манихейских рукописей.